# Понятова (гміна)
Гміна Понятова (пол. Gmina Poniatowa) — місько-сільська гміна у східній Польщі. Належить до Опольського повіту Люблінського воєводства. Центр — місто Понятова.
Станом на 31 грудня 2011 у гміні проживало 15070 осіб.

## Площа
Згідно з даними за 2007 рік площа гміни становила 84.16 км², у тому числі:
- орні землі: 76,00%
- ліси: 16,00%

Таким чином, площа гміни становить 10,47% площі повіту.

## Населення
Станом на 31 грудня 2011:
| Опис     | Загалом | Загалом | Чоловіки | Чоловіки | Жінки | Жінки |
| -------- | ------- | ------- | -------- | -------- | ----- | ----- |
| одиниця  | осіб    | %       | осіб     | %        | осіб  | %     |
| все      | 15070   | 100     | 7238     | 48.03    | 7832  | 51.97 |
| міське   | 9839    | 100     | 4645     | 47.21    | 5194  | 52.79 |
| сільське | 5231    | 100     | 2593     | 49.57    | 2638  | 50.43 |

## Сусідні гміни
Гміна Понятова межує з такими гмінами: Белжице, Ходель, Карчміська, Ополе-Любельське, Вонвольниця, Войцехув.